# Pék

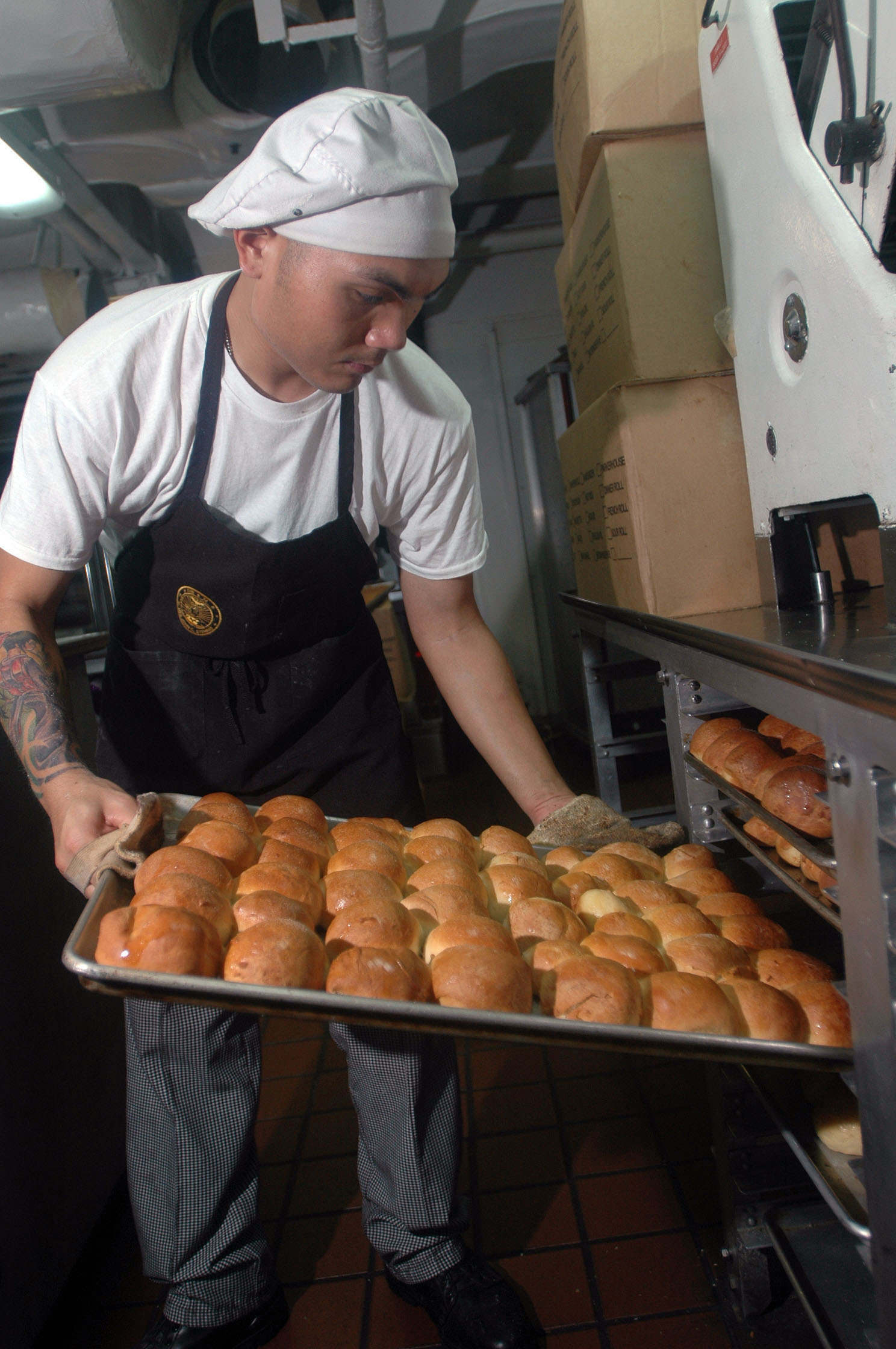

A pék (sütő) szakma gyakorlói képesek sütőipari termékek önálló előállítására. A műhelyüket pékségnek nevezik, amely általában árusítóhely is szokott lenni. A pékségek elmaradhatatlan kelléke a kemence, amelyet sütésre használnak. A pék Magyarországon szakmunkás szintű képesítés; 5 év szakmai gyakorlat után mestervizsga tehető belőle.
A pékek által készített termékek:
- kenyerek
  - fehér
  - félbarna
  - rozsos
  - adalékanyagokat tartalmazók
- fehértermékek vagy finom pékáruk (zsiradéktartalmuk alapján csoportosítva)
  - vizes tésztából
  - tejes tésztából
  - dúsított tésztából
  - tojással dúsított tésztából
  - omlós tésztából
  - leveles tésztából
- egyéb termékek
  - gyógykészítmények
  - tartósított termékek

## A pék munkája

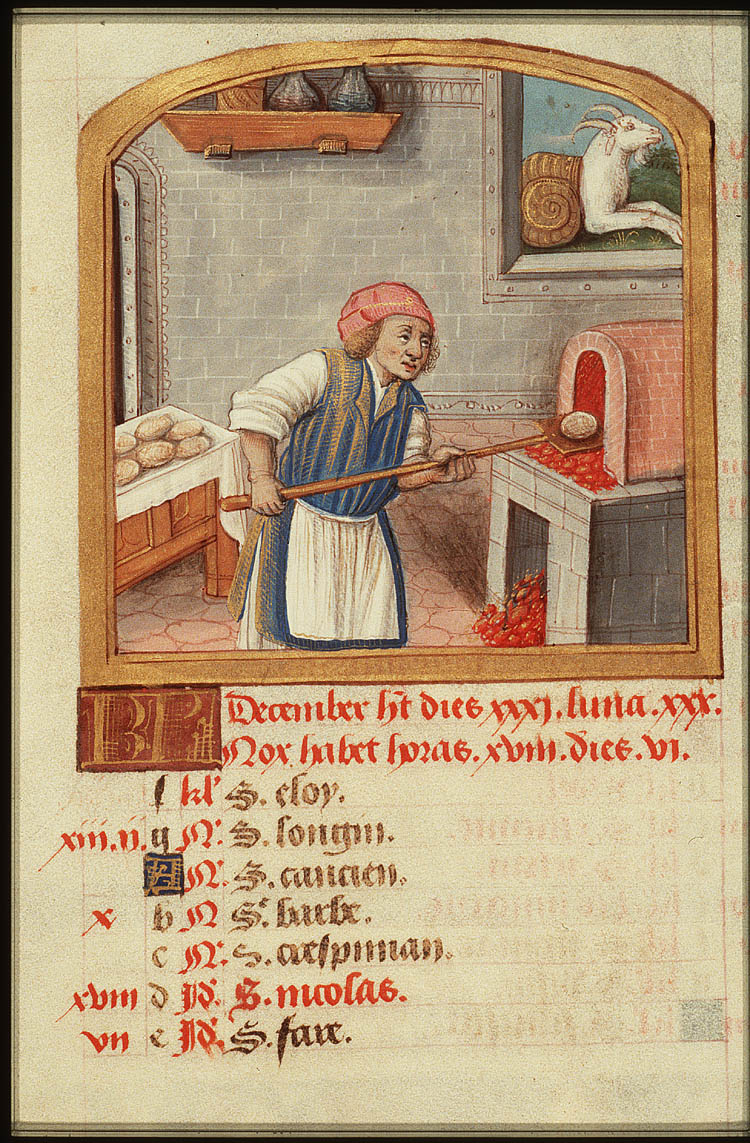
Pékség középkori ábrázolása

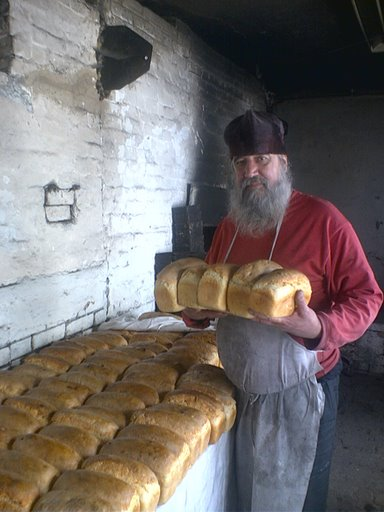
Pék kenyerekkel

- átveszi, majd tárolja a nyersanyagokat (liszt, élesztő, fűszerek, esetleg töltelékek);
- az igények alapján meghatározza a tésztakészítési folyamatot (technológiát), és ennek megfelelően előkészül;
- kovászt készít, és azzal elkészíti a tésztát, majd pihenteti a szükséges ideig;
- a tésztát adagolja, formázza, megtölti, felületkezeli;
- megsüti a termékeket, és ellenőrzi azok minőségét;
- megfelelően raktározza, és kiszállítja a termékeket.

## Pék szakképzés
- Baja: Bányai Júlia Kereskedelmi és Vendéglátóipari Szakképző Iskola
- Balassagyarmat: Mikszáth Kálmán Gimnázium, Szakközépiskola és Szakiskola
- Berettyóújfalu: Eötvös József Szakképző Intézet
- Budapest: Pesti Barnabás Élelmiszeripari Szakközépiskola, Szakmunkásképző és Gimnázium Speciális Szakiskola
- Debrecen: Írinyi János Élelmiszeripari Középiskola és Gimnázium
- Eger: Egri Mezőgazdasági Szakközép- és Szakképző Iskola és Kollégium
- Gyöngyös: József Attila Szakközépiskola, Szakiskola és Kollégium
- Kaposvár: Kinizsi Pál Élelmiszeripari Szakképző Iskola és Gimnázium
- Kapuvár: Ipari Szakmunkásképző Intézet
- Kisvárda: II.Rákóczi Ferenc Szakközép- és Szakiskola
- Miskolc: Debreczeni Márton Szakképző Iskola és kollégium
- Marcali: Marcali Város Önkormányzat Széchenyi Zsigmond Szakközép- és Szakiskola
- Nagykőrös: Toldi Miklós Élelmiszeripari Szakgimnázium, Szakközépiskola és Kollégium
- Nyíregyháza: Westsik Vilmos Élelmiszeripari Szakközépiskola és Szakiskola
- Pápa: Batthyány Lajos Szakképző Iskola
- Pécsvárad: II. Béla Középiskola, Élelmiszeripari Szakiskola és Kollégium
- Szabadkígyós: Mezőgazdasági és Élelmiszeripari Szakképző Intézet
- Szombathely: Élelmiszeripari és Földmérési Szakközép- és Szakmunkásképző Intézet
- Székesfehérvár: Árpád Szakképző Iskola Szent István Szakképző Iskolája
- Tata: Jávorka Sándor Mezőgazdasági és Élelmiszeripari Szakközépiskola és Szakiskola és Kollégium
- Veszprém: Táncsics Mihály Szakközépiskola, Szakiskola és Kollégium
- Zalaegerszeg: Kinizsi Pál Mezőgazdasági és Élelmiszeripari Szakképző Iskola és Kollégium
- Szekszárd: VM Daszk Csapó Dániel Középiskola Mezőgazdasági Szakképző Iskola és Kollégium